# خودکشی میان زندانیان
خودکشی زندانی همان‌طور که از نامش پیداست به بررسی مسئله خودکشی فرد زندانی می‌پردازد.

## کاراهای خطرآفرین
از نشانه‌هایی که می‌توان با مشاهده آن پی برد که فرد زندانی در فکر خودکشی است می‌توان به بخشیدن اشیاء باارزش، صحبت از این‌که زمان زیادی به آزادی باقی نمانده با وجود آن‌که مدت محکومیت زندانی طولانی باشد، ترک روابط اجتماعی، مست کردن‌های متعدد، اعتیاد پیدا کردن به مواد مخدر، مورد قلدری یا سوءاستفاده واقع شدن از سوی دیگر زندانیان، تلاش قبلی برای خودکشی یا امری که موجب شده باشد زندانی برای مدتی بستری شده باشد، صحبت در رابطه با مرگ، محکومیت به سبب ارتکاب جرمی که جزای آن زندانی شدن طولانی‌مدت باشد و عدم توانایی در کنترل تکانش‌وری. همچنین دریافت اخبار بد و منفی از خانه و خانواده و نیز عدم توانایی در کنار آمدن با محیط رسمی زندان هم می‌توانند در سوق دادن زندانی به سوی ارتکاب خودکشی مؤثر باشند. آزمون‌های عینی همچون آزمون افسردگی بک ممکن است نتوانند به درستی نشان دهند که آیا فرد به‌طور واقع قصد خودکشی دارد یا تمارض می‌کند؟ و اینکه گاهی ممکن است فردی که به‌طور واقع قصد انجام خودکشی دارد، به منظور آنکه کسی مانعش نشود، نشانه‌های خودکشی خود را مخفی نگاه داشته و به پرسش‌ها پاسخ نادرست بدهد. همچنین شایان یادآوری است که زندانیانی که به بیماری مبتلا باشند بیش‌تر در معرض خطر خودکشی‌اند. به‌طور مثال مشخص شده که زندانیان مبتلا به ایدز به‌طور متوسط ۱۶ تا ۳۶ بار بیش‌تر از زندانیان عادی اقدام به خودکشی می‌کنند.

## نمونه‌ها
کشور انگلیس از سال ۱۹۷۲ تا ۱۹۸۷ شاهد یک جهش گسترده در زمینه خودکشی زندانیانش بود که بیش‌تر نیز به روش حلق‌آویز کردن اتفاق می‌افتاد. طبق یک پژوهش که در کشور فنلاند صورت گرفت، مشخص شد ۴۷٪ مرگ و میر در زندان‌های این کشور از راه خودکشی بوده‌است. بیش‌تر آنانی که در زندان دست به خودکشی می‌زنند، پیش از اقدام به خودکشی، کمک‌ها و خدمات بهداشت روانی دریافت کرده‌اند. با این حال تنها یک سوم خودکشی‌های زندانیان به صبب داشتن تاریخچه‌ای از بیماری‌های روانی است و این در حالی است که افراد عادی جامعه که اقدام به خودکشی می‌کنند، ۸۰ تا ۹۰ درصدشان مبتلا به بیماری‌ها و اختلالات روانی هستند. در کشور آمریکا نرخ خودکشی در زندان‌های فدرال کم‌تر از زندان‌های دیگر است. همچنین خودکشی زندانیانی که قرار است به تازگی در دادگاه محاکمه شوند بیش از زندانیان دیگر است؛ به طوری که یک سوم کل خودکشی زندانیان در هفته نخست بازداشت صورت می‌پذیرد. مرگ ناشی از خودکشی بازداشت‌شدگان بیش از کسانی است که محکوم به زندان شده باشند.

نمودار مقایسه خودکشی میان زندانیان با افراد عادی (کشورهای عضو محمع اروپا، میانگین ۲۰۱۱ تا ۲۰۱۵)

طبق داده‌های شورای اروپا، در بالکان نرخ خودکشی در زندان‌ها کم‌تر از دیگر جاهای اروپا است. در بالکان به‌طور متوسط از سال ۲۰۱۱ تا ۲۰۱۵ تنها ۵۳ مورد خودکشی در هر ۱۰۰٬۰۰۰ تن ثبت شده که این رقم در دیگر جاهای اروپا ۸۷ تن در هر ۱۰۰٬۰۰۰ تن است. این به این خاطر است که در کشورهای حوضه بالکان، نرخ زندانی شدن به نسبت بالا است و زندان‌ها به‌طور عموم تنها زندانیان آسیب‌پذیر را در بر نمی‌گیرند. همچنین نرخ بهره‌گیری از زندانی کردن به منظور پیشگیری از وقوع چرم نیز پایین است.
بیش‌تر خودکشی زندانی زمانی صورت می‌گیرد که وی در یک سلول تنها باشد. همچنین بیش‌تر خودکشی‌ها در ساعات آغازین صبح صورت می‌گیرند. گاهی مسووها در زندان اقدام به دیده‌بانی زندانی که افکار خودکشی دارد، می‌نمایند. نرخ خودکشی میان زندانیان چهار برابر دیگر قشرها جامعه است اما مشخص نیست که آیا این موضوع به سبب محیط زندان است یا افراد با گرایش بیش‌تر به خودکشی (خودکش‌ها) بیش‌تر جرم مرتکب شده و زندانی می‌شوند؟ از انگیزه‌هایی که می‌شود به ظاهر گفت سبب خودکشی یک زندانی می‌گردد می‌توان به ترس وی از دیگر زندانیان، ترس وی از مجازات جرمی که مرتکب شده یا ترس وی از زندانی بودن طولانی‌مدت و از دست دادن روابط انسانی‌اش اشاره کرد.

## مسئولیت
طبق قانون جزای آمریکا و متم هشتم قانون اساسی این کشور، چنانچه زندانبانان رفتار بی‌طرفانه (deliberate indifference) نسبت به گرایش‌های خودکشی زندانی داشته باشند، از آنجا که چنینی زندانی‌ای طبق قانون نیاز به مراقبت‌های پزشکی دارد، مسئولیت خودکشی زندانی با زندانبانان و مسئولین زندان است. در این قانون که به نام وی برنر (Farmer v. Brennan) نیز شناخته می‌شود، رفتار بی‌طرفانه را حد فاصل بین بی‌تفاوتی با رفتار هدفمند در نظر گرفته‌اند. این قانون در واقع تکمیل کننده قانون بی‌خیالی (recklessness law) است. قانون برنر کار را برای شکات به منظور اثبات یا عدم اثبات مسئولیتشان در مورد خودکشی سخت‌تر کرده چرا که این قانون یکی از قوانین اساسی آمریکاست. The به‌طور عموم در پرونده‌ها بار اثبات بیش از پرونده‌های عدم توجه است. البته در قانون آمده که زندانبانان تنها در صورت آگاهی کامل از نیاز پزشکی فرد زندانی و عدم توجه به آن، مورد مؤاخذه خواهند بود. این بدان معنی است که به فرض اگر زندانبانان می‌بایست می‌دانستند ولی تلاشی برای دانستن نکرده‌اند، در صورت خودکشی زندانی مسئولیتی متوجهشان نخواهد بود.
بی‌تفاوتی به خودی خود نقض قانون نیست. دادگاه‌های فدرال تنها در صورت وجود شواهد قطعی مبنی بر رفتار بی‌طرفانه به صورت نظام‌مند و جدی نسبت به خودکشی زندانی یا زندانیان اجازه بازیابی صادر می‌کنند. تنها به صرف اینکه فردی ممکن است در زندان خودکشی کند دلیلی بر مسئول دانستن زندانبانان نمی‌شود. همچنین زندانبانان مکلف هستند تنها در صورت مشاهده نشانه‌های قطعی رفتار خودکشی‌مآبانه فرد زندانی، وی را مورد دیده‌بانی خودکشی قرار دهند و در غیر این صورت، امکان زیر دید گرفتن تک‌تک زندانیان وجود ندارد. حتی فراتر از این، چنانچه مسئول‌های زندان به‌طور قطعی بدانند که یک زندانی قصد خودکشی داشته و این عمل را نیز انجام داده باشد، اما آنها تمهیدات مورد نیاز برای پیشگیری از خودکشی وی را به اجرا گذارده باشند، باز هم مسئولیتی از نظر قانون نخواهند داشت. همچنین نیاز به یادآوری است که در تشخیص اینکه آیا زندانبانان رفتار بی‌طرفانه نسبت به خودکشی زندانی داشته‌اند یا نه، می‌بایست به امکانات بالفعل زندان به منظور پیشگیری از خودکشی فرد نیز توجه شود.
از نمونه‌هایی از رفتار بی‌طرفانه می‌توان به کم‌بود مراقبت‌های پزشکی و روان‌پزشکی، عدم توانایی در تشخیص نشانه‌های خودکشی قطعی زندانی، عدم توانایی در دیده‌بانی خودکشی زندانی‌ای که قصد خودکشی وی محرض شده باشد، عدم توانایی در گزارش رفتار خودکشی‌مآبانه زندانی به دست‌اندر کاران و کارکنان زندان، عدم یادداشت‌برداری دقیق در زمانی که زندانی زیر دیده‌بانی خودکشی است، مورد تبعیض قرار دادن یک زندانی زمانی که زیر دیده‌بانی خودکشی است، عدم توانایی در پایبندی به قوانین و راهنماهای مربوط به دیده‌بانی خودکشی در زندان، عدم توانایی در آموزش کارکنان، عدم توانایی در پیشگیری و مداخله در خودکشی، قطع داروی ناگهانی زندانی‌ای که به تازگی دست به خودکشی زده باشد و به‌طور کل، هر گونه قصور در درمان فرد اشاره کرد.
یکی از انتقادهایی که بر سامانه قانونی کنونی وارد می‌شود این است که زندانبانان ممکن است به دلایلی چون ناکارآمدی در دیده‌بانی خودکشی، ناتوانی در پیش‌گیری خودکشی زندانی‌ای که احتمال خودکشی‌اش بالا است، و اینکه زندان یا نهاد قانونی در صورت عدم دیده‌بانی با مجازات کم‌تری نسبت به دیده‌بانی ناقص روبرو می‌شوند، به‌طور ناخواسته تشویق شوند که از دیده‌بانی زندانی با احتمال خودکشی صرف نظر کنند. به هر حال بعضی زندان‌ها خود را موظف می‌دانند که دیده‌بانی خودکشی را در هر صورت انجام دهند؛ چراکه ممکن است عدم انجام آن برایشان عواقب قانونی داشته باشد یا روی زندانبانان اثر بدی داشته باشد. در برخی ایالت‌ها دیده‌بانی خودکشی در زندان‌ها الزامی است و هر گونه قصور در رابطه با به اجرا درآوردن قوانین مربوط و پیروی از آن‌ها را شبه‌جرم تلقی می‌کنند. همچنین سیاست‌مداران نیز مایل نیستند که در صورت انتخاب شدن به سبب خودکشی یک زندانی مورد حجمه افکار عمومی قرار گیرند.
یکی دیگر از دلایلی که سبب می‌شود زندانیان بیش‌تر مورد دیده‌بانی قرار بگیرند این است که پژوهش‌ها ثابت کرده‌اند که خودکشی، بیش‌تر با یک برنامه از پیش تعیین شده صورت می‌گیرد و زندانی، کم‌تر به صورت تکانشی اقدام به خودکشی می‌کند. این نشان می‌دهد چنانچه دیده‌بانی بش‌تری صورت گیرد، امکان پیش‌بینی خودکشی نیز بیش‌تر می‌شود.